# Gánti-tetői 2. sz. üreg
A Gánti-tetői 2. sz. üreg a Duna–Ipoly Nemzeti Parkban található Vértes hegységben, Csákváron lévő egyik barlang.

## Leírás
Csákvár külterületén, Gánt szélén helyezkedik el a barlang. A barlang bejárata a Gánt felett lévő meredek hegyoldalban (Gánti-tető), 253 m tszf. magasságban található. Megközelíteni a gánti Béke tértől a legegyszerűbb, ahonnan a hegy alatt lévő kertek valamelyikén átvágva merőlegesen kell a hegyre elindulni. A műúttól kb. 40 m-rel magasabban, egy sziklafal tövében van a barlangbejárat, amelyhez egy jól kijárt ösvény vezet. A Gánti-tetői 1. sz. üregtől 6 m-rel feljebb fekszik a Gánti-tetői 2. sz. üreg.
A 9 m hosszú barlangot napjainkban borz, görény vagy róka lakja, melyről a barlangban lévő erős állatszag tanúskodik. A barlang bejárati részének aljzatát vastagon finom dolomitliszt és homok borítja, emiatt csak kúszva járható. A kuszoda után egy tág terembe lehet bejutni. A nehezen, meredek terepen megközelíthető, de könnyen, barlangjáró alapfelszereléssel járható barlang megtekintéséhez nem szükséges engedély.
1984-ben volt először Gánti-tetői 2. sz. üregnek nevezve a barlang az irodalmában. Előfordul a barlang az irodalmában Gánti-tető 2.sz. barlangja (Szarka, Szolga 1998), Gánti-tetői 2.sz. üreg (Alba Regia Barlangkutató Csoport 1979) és Görényes-barlang (Szarka, Szolga 1998) neveken is.

## Kutatástörténet

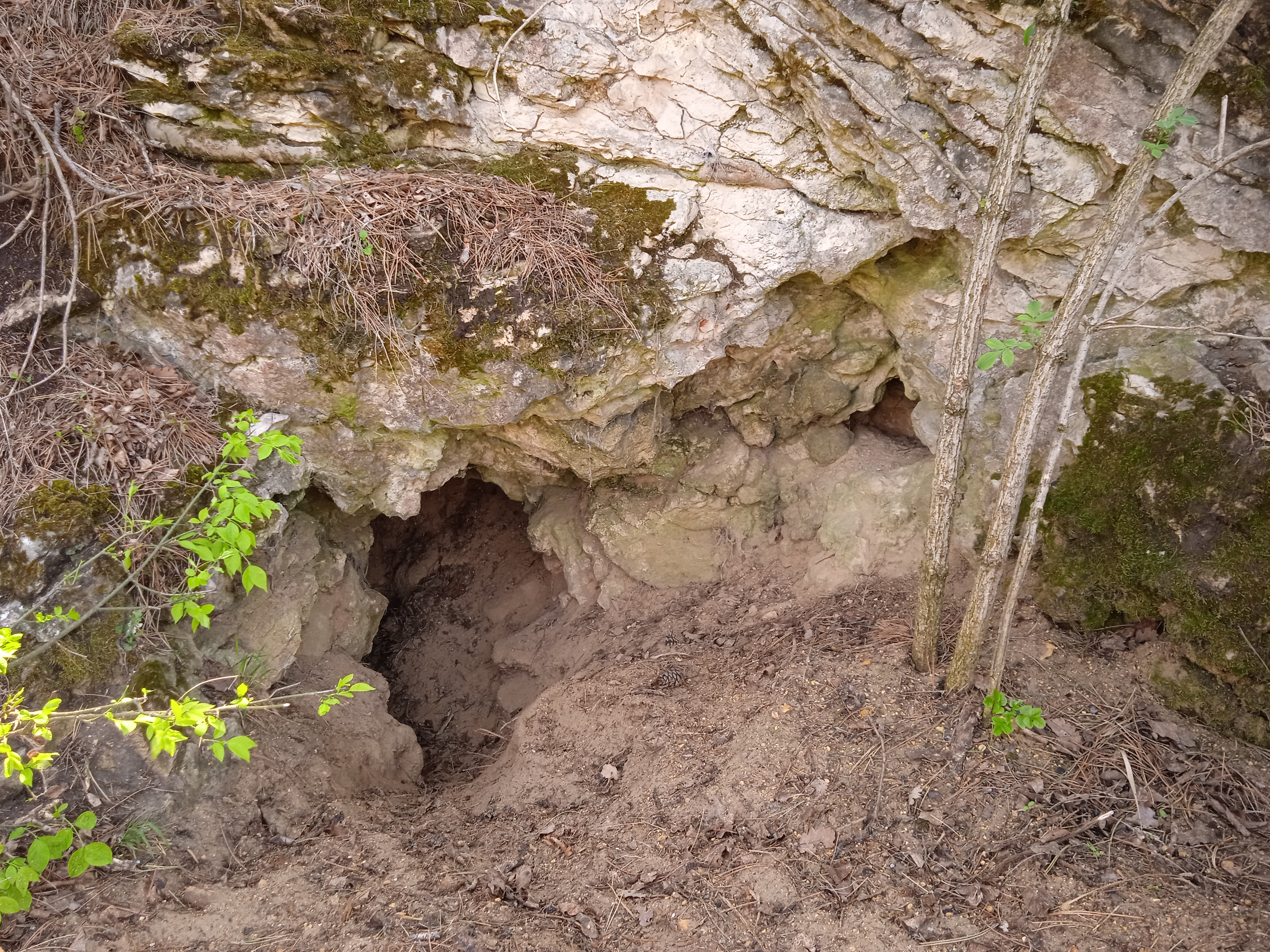
A Gánti-tetői 2. sz. üreg bejárata

Az Alba Regia Barlangkutató Csoport által 1979-ben készített kézirat szerint a Gánti-tetői 2.sz. üreg (G6) korábban nem lett az irodalomban említve, de gánti lakosok régóta ismerik. A lakosok elmondása szerint a barlang régen sokkal hosszabb volt, de abban senki sem mert végigmenni. A barlang Gánt szélén (Fejér megye) található. A Gánt felett lévő Gánti-tető ÉNy-i oldalában, a gánti templomtól K-re, kb. 150 m-re, kb. 240 m tszf. magasságban van. A Gánti-tetői 1. sz. üregtől 6 m-rel feljebb van a fejlettebb, hasonló jellegű Gánti-tetői 2. sz. üreg bejárata. Finom, homokszerű kitöltése miatt felismerhető. A gánti Béke tér 8. számú ház felett a meredek hegyoldalra felkapaszkodva lehet eljutni hozzá. Megtudja mutatni Gönczöl Imre az üreget.
A bejárat után az alacsony boltozat alatt átpréselődve egy rövid, kissé tágabb folyosó következik. Megint át kell bújni egy alacsony kapun, amely után egy kis terem van. A teremhez több irányból csatlakoznak szűk vízjáratok. A terem érdekessége, hogy az alja, teteje és néhány helyen az oldala is elég rossz állékonyságú homok. A dolomitfal, a dolomittető csak helyenként látszik. Ez a finom, homokszerű kitöltés minden bizonnyal az áramló, savas vizek által átalakított dolomit mállásterméke (dolomitliszt). A barlang jelenleg kb. 9 m hosszú. Elképzelhető, hogy a terem mennyezetéről leszakadozó homok zárta el a továbbvezető járatot, melyet a gántiak említettek. Érdemes lenne megvizsgálni ezt. Az érdekes kitöltés pontos meghatározása, kialakulási módjának tisztázása is célszerű, mert nem zárható ki annak lehetősége sem, hogy a területet régen hidrotermális hatás érte.
A kéziratba bekerült a Gánti-tetői 2. sz. üreg alaprajz térképe, hosszmetszet térképe és keresztmetszet térképe. A térképek 1:100 méretarányban ábrázolják a barlangot. A térképlapon, az alaprajz térkép használatához jelölve van az É-i irány. Az alaprajz térképen megfigyelhető a keresztmetszet elhelyezkedése a barlangban. A térképek elkészítéséhez a barlangot Gönczöl Imre és Kökény Károly mérték fel 1979. február 17-én. A térképeket Zentai Ferenc rajzolta. A kéziratban látható Csákvár nyugati részének térképe (kb. 1:25.000 méretarány). A térképen jelölve van az É-i irány. A térképen megfigyelhető a Gánti-tetői 2. sz. üreg (a térképen: G6) földrajzi elhelyezkedése. A kéziratban van négy olyan fénykép, amelyek szemléltetik a barlangot. Az első fényképen a Gánti-tető látképe látható. A fényképen jelölve van a Gánti-tetői 2. sz. üreg helye. A második fényképen a barlang bejáratának előtere, a harmadik fényképen pedig a barlang bejárata figyelhető meg. A negyedik fényképen a barlang vége van megörökítve. A fényképeket Gönczöl Imre készítette.
Az 1984-ben kiadott, Magyarország barlangjai című könyv országos barlanglistájában szerepel a Vértes hegység barlangjai között a barlang Gánti-tetői 2. sz. üreg néven. A listához kapcsolódóan látható a Dunazug-hegység barlangjainak földrajzi elhelyezkedését bemutató 1:500 000-es méretarányú térképen a barlang földrajzi elhelyezkedése. A Béni Kornél és Viszló Levente által írt, 1996-ban napvilágot látott könyvben szó van arról, hogy Gánt határának közvetlen közelében, a Gánt fölé magasodó Gánti-tetőn két üregrendszer-maradvány van, melyeket minden bizonnyal áramló vizek hoztak létre. 9 m-es a hosszabbik üreg. Homokszerű kitöltés képezi aljzatukat. Néhányan azt feltételezik, hogy a járatok valahol összefüggésben vannak az aránylag közel lévő Gém-hegy oldalában található, őskarsztos barlangmaradványokkal.
Az Alba Regia Barlangkutató Csoport 1998. évi évkönyvében szó van arról, hogy 1998-ban, a csoport fiatalabb kutatói is felfedezték az 1979-ben Gánti-tető 2.sz. barlangja néven kataszterbe vett üreget. 1998-ban a fiatalok az üreg bejárati kúszó részét kitágították, majd a belső üregből eltávolítottak kb. 4 m³ világos, homogén dolomitlisztet. A barlang Görényes-barlangnak lett elnevezve a benne tanyázó görénycsalád miatt. A csoportjelentésben van egy olyan, színes fénykép, amely a barlangban végzett bontómunkát mutatja be. A fényképet Romhányi Balázs készítette.
A barlang 2003. július 23-án, BTI kataszteri felvétel alapján készült nyilvántartólapja szerint a 4521-19 barlangkataszteri számú Gánti-tetői 2. sz. üreg (Görényes-barlang) a Vértes hegységben lévő Csákváron (Fejér megye) található. Az üreg bejáratának koordinátái (Trimble Geoexplorer 3): X: 600336, Y: 227573, Z: 253. Hegyoldalon lévő sziklakibúvásban van a barlang 1,1 m széles, 0,5 m magas, természetes jellegű, szabálytalan alakú és vízszintes tengelyirányú bejárata. A részletesen felmért barlang 9 m hosszú, 1 m függőleges kiterjedésű, 1 m magas, 0 m mély és 9 m vízszintes kiterjedésű. Triász dolomitban (fődolomitban) húzódik az üreg. Az üreg karsztvízszint alatti oldódás (kifolyó víz) miatt jött létre, de jelenleg inaktív. Az egyszerű (egyszintes) térformájú barlang vízszintes talpú, és jellemző szelvénytípusa a szabálytalan. Szervetlen, helyben keletkezett törmelékkitöltése dolomitlisztből és a befoglaló kőzet oldási maradékából áll. Szervetlen, behordott törmelékkitöltése: homok, lösz. Előfordul a barlangban avar, pók, rovar és kisemlős.
Tematikus feldolgozás: irodalom, térkép, fénykép, leírás. 1979-ben lett először említve a barlang az irodalomban (Alba Regia Barlangkutató Csoport kataszteri felvétel). A kissé megváltoztatott barlang áthalmozott vagy mélyített aljzatú. A nehezen, meredek terepen megközelíthető, barlangjáró alapfelszereléssel járható barlang megtekintéséhez nem szükséges engedély. Illetékes természetvédelmi hatóság: Duna–Ipoly Nemzeti Park Igazgatóság. A barlang felszínének védettsége: Vértesi Tájvédelmi Körzet (19/1976. OTvH határozat). A barlangot beomlás, teljes feltöltődés veszélyezteti.
Az üreg megtalálásában Egri Csabáékat helyi lakosok segítették, mert nélkülük a meredek hegyoldalban nehéz lett volna tájékozódni. A barlangbejáratba behasalva Egri Csabát bolhák lepték el, emiatt nem ment a barlang belsőbb részeibe. 1979-ben lett részletesen felmérve a barlang. Gánt egyik lakója – aki maga is segédkezett a feltárásban – azt mondta, hogy néhány éve, fiatal kutatók kiásták a barlang bejárati szakaszát, és ezért a barlangot kényelmesen be lehetett járni. Ez valószínűleg egyezik az 1979-ben az Alba Regia Barlangkutató Csoport által készített jelentésben említettekkel, ami azt jelenti, hogy pár év is elég az üreg visszatöltődéséhez. A kuszoda után egy tág terembe lehet bejutni, amely állítólag minden irányban könnyen volt bontható, de a lakos elmondása szerint a barlang az 1979-ben készült térképhez képest nem nagyon változott.